# Emmy Schaumann
Emmy Schaumann   geborene Garben (* 29. Oktober 1901 in Wandsbek; † 16. November 1981 in Hamburg) war eine sozialdemokratische Politikerin und Mitglied der Hamburgischen Bürgerschaft.

## Leben
Emmy Schaumann entstammt einer alten kinderreichen Wandsbeker Arbeiterfamilie. Sie besuchte die Volksschule und musste sofort nach der Beendigung der Schulzeit als Arbeiterin und Näherin tätig werden. Ihr Mann Albert Schaumann (1896–1979) war Stadtrat für die SPD in der damals noch selbständigen Stadt Wandsbek. Nach der Machtübernahme der Nationalsozialisten verlor dieser durch Amtsenthebung seinen Posten, was für seine Frau und die Familie „wirtschaftliche und seelische Strapazen“ bedeutete.
Emmy Schaumann war nach dem Zweiten Weltkrieg Beisitzerin im Verwaltungsgericht Hamburg (1946) und in den Jahren 1947 und 1953 Mitglied der Sozialbehörde. Sie wurde bei den beiden ersten demokratischen Bürgerschaftswahlen nach dem Zweiten Weltkrieg in die Hamburgische Bürgerschaft gewählt. Während ihrer Zeit als Bürgerschaftsmitglied war sie in den Parlamentsakten unter Beruf „Hausfrau“ eingetragen.